# Derolus cinctus
Derolus cinctus là một loài bọ cánh cứng trong họ Cerambycidae.